# Kalkert Ka 430
Die Kalkert Ka 430 war ein Lastensegler der Gothaer Waggonfabrik.

## Geschichte
Die Ka 430 entstand gegen Ende des Zweiten Weltkrieges. Sie sollte den in großen Stückzahlen im Einsatz befindlichen Lastensegler Gotha Go 242 ablösen. Die Ka 430 sollte den Anforderungen eines Kriegseinsatzes besser genügen und so auch für höhere Schleppgeschwindigkeiten geeignet sein.
Es wurden aber nur noch fünf Versuchsmuster und sieben Serienflugzeuge gebaut, welche nicht mehr zum Einsatz kamen. Nach einer anderen Quelle desselben Autors wurden zwei Attrappen und neun Prototypen gebaut, von den die letzten beiden – V6 und V7 – nicht mehr fertig wurden. Das Flugzeug wurde von Albert Kalkert entworfen, der bereits die Go 242 und deren motorisierten Variante Go 244 konstruiert hatte. Die Detailkonstruktion führten Ing. Edwin Leiber und seine Mitarbeiter Köhler und Rettig aus. Der Bau der ersten Maschine erfolgte in Erfurt im Reparaturwerk der Mitteldeutschen Metallwerke. Das Muster Ka 430V1 hatte das Stammkennzeichen DV+MA und wurde im Februar 1944 fertiggestellt. Der Erstflug wurde am 27. März 1944 im Schlepp einer von Herbert Pangratz gesteuerten Heinkel He 111 von der Erprobungsstelle Rechlin durchgeführt. Er offenbarte eine geringe Ruderwirksamkeit, so dass das Flugzeug für weitere Versuche nachgebessert werden musste. Anschließend wurde die Erprobung mit Unteroffizier Heinrich Goers als Flugzeugführer der He 111 mit dem Verbandskennzeichen VE+CT fortgesetzt. Ab dem 6. Juni 1944 fungierte die He 111 H-6 mit dem Verbandskennzeichen F7+DK (F7 war das Kennzeichen der Schleppgruppen 1 und 2.) als Schleppflugzeug. Der Pilot war wiederum Herbert Pangratz, die Ka 430 flog Eberhard Zwick. Am 28. Juni 1944 wurde die Ka 430V2 (DV+MB) von Pangratz/Zwick erstmals geflogen. Ein He-111-Schleppflugzeug (VE+CT) wurde bei einem Bombenangriff auf den Flugplatz Erfurt am 20. Juli 1944 zerstört. Mit dem Schleppflugzeug He 111H-6 (Stammkennzeichen DJ+SI) wurden ab Oktober 1944 in Bindersleben  mit der Ka 430V5 Versuche im Starrschlepp durchgeführt, alle anderen Tests erfolgten im Langschlepp. Ab dem 31. Januar 1945 erfolgte die weitere Erprobung mit einer Junkers Ju 88C-6 (Stammkennzeichen PB+VW) als Schleppflugzeug; ein letzter Flug wurde am 1. März 1945 vermerkt.

## Konstruktion
Das Muster basierte auf der Go 242, von der für das Nachfolgemodell Ka 430 erst die Go 242B mit ungeteiltem Leitwerksträger als Versuchsträger geschaffen wurde. Die Ka 430 war ein Segelflugzeug in Gemischtbauweise aus Stahlrohr und Holz mit Normalleitwerk. Das Flugzeug war ein freitragender Schulterdecker mit einem zweiteiligen einholmigen Holzflügel mit verdrehsteifer Sperrholznase und Stoffbespannung. Die Querruder hatten Trimmklappen. Der Flügel war mit Landeklappen zwischen den Querrudern und dem Rumpf und Störplatten auf der Flügeloberseite ausgerüstet. Der Rumpf war eine stoffverkleidete Stahlrohrkonstruktion, das freitragende Leitwerk bestand aus sperrholzbeblankten Flossen und stoffbespannten Rudern mit Trimmung an allen Rudern.
Für Landungen auf befestigten Pisten hatte das Segelflugzeug ein absprengbares Bugradfahrwerk. Auf befestigten Plätzen war es so möglich, das Flugzeug auf seinem Radfahrwerk zu bewegen. Dies hatte den großen Vorteil, dass gelandete Segler die Landebahn nicht verstopften, schnell in Deckungen gebracht werden konnten und auch praktisch sofort weitergeschleppt werden konnten. Auf unbefestigten Landeplätzen wurde das Fahrwerk abgesprengt und die Landung erfolgte wie bei der Go 242 auf einer Landekufe am Bug und zwei Hilfslandekufen unter den beiden Rumpfuntergurten in der Höhe der Hauptfahrwerksräder. Der Bremsweg konnte zusätzlich noch durch einen Bremsschirm und/oder Bremsraketen verkürzt werden. Das hochgezogene Rumpfhinterteil enthielt eine zweiteilige Ladeklappe, deren Unterteil als absenkbare Rampe ausgeführt war.
Die Ka 430 konnte so zerlegt werden, dass sie unter Einhaltung des Lichtraumprofils der Deutschen Reichsbahn auf der Schiene, aber auch auf der Straße transportiert werden konnte.

## Technische Daten
| Kenngröße                   | Daten                                                   |
| --------------------------- | ------------------------------------------------------- |
| Besatzung                   | 2                                                       |
| Länge                       | 13,22 m                                                 |
| Spannweite                  | 19,50 m                                                 |
| Höhe                        | 4,17 m                                                  |
| Flügelfläche                | 39,9 m²                                                 |
| Flügelstreckung             | 9,5                                                     |
| Laderaumabmessung           | 3,65 m × 1,45 m × 1,3 m                                 |
| Leermasse                   | 1750 kg                                                 |
| Rüstmasse                   | 1810 kg                                                 |
| Startmasse                  | 4600 kg                                                 |
| Nutzlast                    | 12 voll ausgerüstete Soldaten oder entsprechende Fracht |
| max. Schleppgeschwindigkeit | 300 km/h                                                |
| Bewaffnung                  | ein MG 131 im Drehturm direkt hinter dem Cockpit        |